# أحمد عثمان (مؤلف)
أحمد عثمان (المولود سنة 1934م) مؤلف ولد في مصر وضع عدد من الفرضيات التاريخية حول مصر القديمة وأصول اليهودية والمسيحية.

## فرضياته
كان أول الفرضيات التي وضعها عثمان تلك التي قال فيها أن النبي يوسف هو نفسه يويا حمو الملك الفرعوني أمنحتب الثالث وذلك في كتابه «غريب في وادي الملوك» الذي أصدره سنة 1987م، كما جزم بأن النبي موسى الذي حرّر العبرانيين من مصر هو الفرعون المصري أخناتون من خلال تفسيره الخاص لجوانب من التاريخ التوراتي والمصري. كما زعم بأن الديانة الآتونية يمكن اعتبارها ديانة توحيدية ذات صلة باليهودية، لما فيهما من تشابه في حظر على عبادة الأوثان، وتشابه اسم «آتون» مع لفظ «آدون» العبري الذي يعني «الرب»، وهو ما يتماشى مع زعم عثمان بأن جد أخناتون لأمه يويا كان هو نفسه النبي يوسف التوراتي.
تتعارض العديد من فرضيات عثمان مع ما توصّل إليه علم المصريات، بما في ذلك التسلسل الزمني لمصر القديمة. مما حدا ببعض علماء المصريات رفضهم فرضيات بدعوى أنها فرضيات وتخمينات غير أكاديمي، بينما أهملها آخرون بدعوى أنها لا تستحق عناء دحضها. وقد كتب دونالد بي. ريدفورد نقدًا قاسيًا لكتاب «غريب في وادي الملوك» في «مجلة أثريات الكتاب المقدس».
وفي كتابه «المسيحية: دين مصري قديم» الصادر سنة 2005م، إدعى عثمان أن المسيحية لم تنشأ في منطقة يهودا التاريخية، وإنما هي بقايا ديانة مصرية غامضة قُمعت وتبدّلت في مصر الرومانية. كما زعم بأن يسوع لم يكن يهوديًا، وإنما هو الفرعون المصري توت عنخ آمون، وأنه لم يكن هناك يشوع، وأنه مجرد خلط بين أسماء يسوع ويشوع، فقال: «حتى القرن السادس عشر الميلادي، عندما تُرجمت كتب العهد القديم من النصوص العبرية الماسورتية إلى اللغات الأوروبية الحديثة، كان يسوع هو اسم النبي الذي خلف موسى كزعيم للإسرائيليين في مصر. ومنذ القرن السادس عشر الميلادي، بدأ ظهور اسمي يسوع ويشوع، مما أربك الناس، ودعاهم للاعتقاد بأنهما شخصيتان مختلفتان.»
وقد صرّح عثمان بأن سبب عدم قبول علماء المصريات لأفكاره يرجع إلى: «أن علماء المصريات بنوا أعمالهم اعتمادًا على تفسيراتهم الخاصة»، وأنهم إذا ما قبلوا النظريات الأخرى، فقد يهدّد ذلك سلطاتهم.

## أعماله
- غريب في وادي الملوك: تفسير لغز مومياء مصرية قديمة (1987) (ردمك 0-06-250674-9)

طبعة بديلة: غريب في وادي الملوك: تطابق يويا مع الأب المؤسس يوسف (1988)
غريب في وادي الملوك (1994) (ردمك 0-586-08784-2)
طبعة بديلة: فراعنة مصر العبرانيين: سر نسب الأب المؤسس يوسف (2001) (ردمك 0-9540168-0-7) (2003) (ردمك 1-59143-022-4)
- موسى فرعون مصر: حل لغز أخناتون (1990) (ردمك 0-246-13665-0) (1994) (ردمك 0-586-09034-7)

طبعة بديلة: موسى وإخناتون: تاريخ مصر السري في زمن الخروج (2002)
- بيت المسيح: رؤى جدلية حول يسوع التاريخي (1992) (ردمك 0-586-21685-5) (ردمك 0246139064)

طبعة بديلة: بيت المسيح: حل جديد رائع لسر يسوع التاريخي الدائم (1994)
طبعة بديلة: يسوع في بيت الفراعنة: الكشف عن الجوهر عن يسوع التاريخي (2004) (ردمك 1-59143-027-5)
- الخروج من مصر: اكتشاف جذور المسيحية (1999) (ردمك 0-7126-7962-6)
- موسى وأخناتون: التاريخ السري لمصر في زمن الخروج (2002) (ردمك 1-59143-004-6)
- المسيحية: دين مصري قديم (2005) (ردمك 1-59143-046-1)
- المسيحية والإسلام السياسي مع منير غبور (2010) (ردمك 0-7043-7210-X)